# Wezembeek-Oppem
Wezembeek-Oppem é um município da Bélgica localizado no distrito de Halle-Vilvoorde, província de Brabante Flamengo, região da Flandres.